# Porcelanowy księżyc
Porcelanowy księżyc – amerykański thriller z 1994 roku. Film kręcony był pod koniec 1990 r., lecz premiera miała miejsce dopiero 3 lata później.

## Główne role
- Ed Harris – Kyle Bodine
- Madeleine Stowe – Rachel Munro
- Charles Dance – Rupert Munro
- Patricia Healy – Adele
- Benicio del Toro – Lamar Dickey
- Tim Powell – Fraker
- Pruitt Taylor Vince – Daryl Jeeters